# Magazzini Criminali
I Magazzini Criminali furono una compagnia teatrale di Firenze della postavanguardia italiana, uno fra i gruppi più apprezzati ed anticonformisti, fra i primi ad applicare al teatro un'estetica postmoderna. Il gruppo cambiò nome tre volte: Prima Il Carrozzone (1971), poi Magazzini Criminali e in seguito semplicemente I Magazzini. Oggi parte del gruppo lavora con la Compagnia Lombardi-Tiezzi.

## Storia

### Il Carrozzone
Fondata nei primissimi anni '70, la compagnia Il Carrozzone vedeva nel nucleo artistico originario Federico Tiezzi (regista), Loriana Nappini, che assumerà in seguito il nome d'arte di Marion d'Amburgo, e Sandro Lombardi (attore), che furono il perno per le diverse reincarnazioni del gruppo. Nel 1971 presentarono così a Firenze Morte di Francesco che debuttò alla Galleria Techne e nel 1972 La donna stanca incontra il sole, che debuttò alla Galleria Schema. Quest'ultimo viene invitato da Giuseppe Bartolucci alla Primo Festival di Musica d'Avanguardia e di Nuove Tendenze, a Salerno nella primavera del 1973. Lo spettacolo, dalla forte matrice figurativa, fa sì che Il Carrozzone venga inserito tra le compagnia più qualificate e rappresentative del nascente Teatro-Immagine, assieme, tra gli altri, a Mario Ricci, Giancarlo Nanni, Memè Perlini, Giuliano Vasilicò, Leo de Berardinis. Negli anni seguenti sono poi da menzionare Lo spirito del giardino delle erbacce (1976), ispirato da un caso clinico di Ronald D. Laing, e Il giardino dei sentieri che si biforcano (1976), ispirato ad un racconto di Jorge Luis Borges. 
Da Vedute di Porto Said in poi, inizia per Il Carrozzone l'affermazione su scala europea. La compagnia affronta qui una ricerca concettuale sul linguaggio, da cui scaturiscono alcuni loro spettacoli-manifesto quali Presagi del vampiro, Vedute di Porto Said e Punto di rottura. In essi è evidente il contatto con le arti visive, in particolare la performance art, l'arte concettuale e la minimal art, e l'ispirazione tratta da artisti quali Dan Flavin, Andy Warhol, Vito Acconci, Alighiero Boetti. Sono gli anni in cui la compagnia è presente nei principali festival europei, da Amsterdam a Bruxelles, da Colonia a Belgrado, da Vienna a Berlino, da Madrid a Parigi. Nel 1979 la compagnia fu premiata come miglior gruppo di teatro sperimentale con il Premio Ubu. Per le immagini si avvalsero del lavoro di Verita Monselles, la loro fotografa ufficiale.

### Magazzini Criminali
Il loro primo spettacolo come Magazzini Criminali dal titolo Crollo nervoso (1980) gli permise subito di intraprendere un lungo tour europeo, portandoli al conseguimento di due Premi Ubu come miglior novità dell'anno e come miglior scenografia. Nello stesso anno, a Monaco, la compagnia allestisce allo Stadio Olimpico Ins Null, con la partecipazione di Hanna Schygulla. Rainer Werner Fassbinder inserisce due spettacoli de Il Carrozzone (Ebdòmero e Crollo Nervoso) nel suo film Theater in Trance, dove sono presenti le esperienze teatrali di maggior spicco nel momento (Squat Theatre, Ariane Mnouchkine, Pina Bausch), presentato in prima mondiale al Festival dei Popoli di Firenze nel settembre 1981.
Sempre nel 1981 il Comune di Scandicci ha intanto affidato alla compagnia, che nel frattempo ha assunto ufficialmente il nome di Magazzini Criminali, la gestione di uno spazio: l'attuale Teatro Studio, inizialmente Teatro ai Magazzini. Lo spettacolo inaugurale è Sulla strada, 1982, cui fanno seguito altri testi composti e diretti da Federico Tiezzi, con i quali inizia a teorizzare e praticare una forma di teatro di poesia, volta a coniugare drammaturgia in versi e scrittura scenica. Sandro Lombardi svolge una sua ricerca personale sul lavoro dell'attore che lo porta a guadagnarsi numerosi premi. 
Tra il 17 ed il 20 luglio 1981 si svolge a Bologna il festival ELECTRA1 - Festival per i fantasmi del futuro, al quale partecipano con un concerto assieme a musicisti come Bauhaus, DNA, Brian Eno, Peter Gordon, Chrome, The Lounge Lizards, N.O.I.A., Gaznevada, Band Aid e Rats.
La compagnia fu costretta a cambiare nome a seguito di una campagna giornalistica di calunnie.
Nel 1984 gli fu assegnato il Premio Ubu come miglior spettacolo dell'anno per Genet a Tangeri.

## Spettacoli
- 1979 - Punto di rottura
- 1979 - Ebdòmero, tratto dal romanzo di Giorgio De Chirico
- 1980 - Crollo nervoso
- 1982 - Sulla strada
- 1984 - Genet a Tangeri
- 1984 - Ritratto dell'attore da giovane
- 1985 - Vita immaginaria di Paolo Uccello
- 1985 - Perdita di memoria (presentato alla Biennale di Venezia)
- 1987 - Come (drammaturgia di Franco Quadri)
- 1988 - Hamletmachine di Heiner Müller e Medeamaterial
- 1992 - Finale di partita
- 1994 - Edipus e Cleopatràs

## Pubblicazioni
- Carrozzone, n. 1, a cura di Franco Quadri, Milano, 1978
- Magazzini criminali n. 2, a cura di Franco Quadri, Firenze, febbraio 1979
- Magazzini criminali n. 5, a cura di Franco Quadri, Milano, primavera 1982
- Magazzini criminali n. 6, Milano, Ubulibri, giugno 1983
- Quaderni magazzini n. 7, a cura di Gianni Manzella con la collaborazione di Oliviero Ponte di Pino, Magazzini Criminali & Ubulibri, Firenze - Milano, aprile 1984
- Quaderni magazzini n. 8, a cura di Gianni Manzella, Milano, Ubulibri, aprile 1985
- Magazzini Criminali, Nascita della visione, a cura di Gianni Manzella, Salerno, Ripostes, 1985
- Federico Tiezzi, Perdita di memoria, Milano, Ubulibri, 1986

## Discografia
- 1980 - Crollo Nervoso (Italian Records/Magazzini Criminali)
- 1983 - Notti senza fine (Riviera Records RVR 4/Magazzini Criminali)

## Premi e riconoscimenti
Premio Ubu
- 1977/1978: - "Gruppo sperimentale dell'anno"
- 1978/1979: - "Gruppo sperimentale dell'anno"
- 1979/1980: - "Miglior novità" per Crollo nervoso